# Aït Toudert
Aït Toudert (în arabă آيت تودرت) este o comună din provincia Tizi Ouzou, Algeria.
Populația comunei este de 8.521 de locuitori (2008).